# 巣山ひろみ
巣山 ひろみ（すやま ひろみ）は、日本の小説家、児童文学作家。

## 経歴・人物
広島県生まれ。パン屋に勤務する傍ら、創作活動を続けている。
2008年、「声」で中国新聞社が主催する第40回中国短編文学賞優秀賞を受賞。
2010年、『ゆきのまち通信』が主宰する第20回ゆきのまち幻想文学賞の長編部門で「雪の翼」が長編賞を受賞し、一般部門で「青い手」が入選する。
2013年、連作短編集『逢魔が時のものがたり』で一般社団法人日本児童文芸家協会が主催する第42回児童文芸新人賞を受賞。同作は、逢魔が時から物語を生み出す感性や、読者を不思議な世界に引き込んで魅了する表現力が評価された。『バウムクーヘンとヒロシマ - ドイツ人捕虜ユーハイムの物語』で第68回産経児童出版文化賞産経新聞社賞を受賞。

## 作品リスト

### 単行本
- 『雪ぼんぼりのかくれ道』（国土社） 2012年1月
- 『逢魔が時のものがたり』（学研プラス） 2012年7月
- 『おばけのナンダッケ』（国土社） 2013年7月
- 『わすれもののおつかい おばけのナンダッケ』（国土社） 2013年10月
- 『はじめてのともだち おばけのナンダッケ』（国土社） 2014年2月
- 『パン屋のイーストン』（出版ワークス） 2016年10月
- 『イーストンと春の風』（出版ワークス） 2017年3月
- 『イーストンと音楽会』（出版ワークス） 2018年9月
- 『バウムクーヘンとヒロシマ - ドイツ人捕虜ユーハイムの物語』（くもん出版） 2020年6月
- 『パンフルートになった木』（少年写真新聞社） 2020年7月
- 『ちょいこわ 石の耳』（岩崎書店） 2020年12月

### アンソロジー収録作品
「」内が巣山の作品。
- 「おまけの引出し」（ JOMO童話賞作品集、『童話の花束 その31』収録） 2000年
- 「十五歳」（企画集団ぷりずむ、『ゆきのまち幻想文学賞小品集 13』収録） 2004年1月
- 「椿」「一分間」（企画集団ぷりずむ、『ゆきのまち幻想文学賞小品集 14』収録） 2005年1月
- 「πの音楽」（企画集団ぷりずむ、『ゆきのまち幻想文学賞小品集 16』収録） 2007年1月
- 「雪玉」（企画集団ぷりずむ、『ゆきのまち幻想文学賞小品集 18』収録） 2009年3月
- 「霊界から来たカラス」（国土社、『怪談図書館 12 ホラー遊園地で待ってる』収録） 2009年9月
- 「峠の酒蔵」（企画集団ぷりずむ、『ゆきのまち幻想文学賞小品集 19』収録） 2010年3月
- 「青い手」（企画集団ぷりずむ、『ゆきのまち幻想文学賞小品集 20』収録） 2011年4月
- 「椀の底」（企画集団ぷりずむ、『ゆきのまち幻想文学賞小品集 21』収録） 2012年3月
- 「蝶」（PHP研究所、『だれがアケル!? 呪いのトビラ』収録） 2014年3月
- 「銀河のものおくり」（学研プラス、『名作転生 3』収録） 2017年10月

### 雑誌掲載作品
- 「石の舟は月へ向かう」（日本児童文芸家協会、『児童文芸』 2014年1月号 - 6月号に連載）
- 「紅」（日本児童文芸家協会、『児童文芸』2015年4月号に掲載）